# Llista de monuments de Mirapeis
Llista de monuments de Mirapeis (Arieja) registrats com a monuments històrics, bé catalogats d'interès nacional (classé) o bé inventariats d'interès regional (inscrit).
| Monument                                          | Prot. | Època     | Localització                                                     | Coordenades                                          | Codi?      | Imatge |
| ------------------------------------------------- | ----- | --------- | ---------------------------------------------------------------- | ---------------------------------------------------- | ---------- | --- |
| Catedral de Sant Maurici                          | Cat.  |           | Mirapeis rue du Maréchal-Clauzel                                 | 43° 05′ 15″ N, 1° 52′ 27″ E / 43.0875°N,1.874167°E   | PA00093826 | Catedral de Sant Maurici · Vegeu més fotos d'aquest monument · Carregueu una nova foto d'aquest monument      |
| Ruïnes del castell Terride                        | Cat.  |           | Mirapeis                                                         | 43° 05′ 59″ N, 1° 52′ 47″ E / 43.099806°N,1.879806°E | PA00093827 | Ruïnes del castell Terride · Vegeu més fotos d'aquest monument · Carregueu una nova foto d'aquest monument    |
| Dues cases Conjunt de cases Les Couverts          | Inv.  |           | Mirapeis 50 place du Maréchal-Leclerc                            | 43° 05′ 18″ N, 1° 52′ 30″ E / 43.08844°N,1.875083°E  | PA00093882 | Carregueu una nova foto d'aquest monument                                                                     |
| Font des Cordeliers                               | Inv.  | 1659      | Mirapeis                                                         | 43° 05′ 56″ N, 1° 52′ 37″ E / 43.0988°N,1.877°E      | PA00093829 | Font des Cordeliers · Carregueu una nova foto d'aquest monument                                               |
| Hôtel de Ville                                    | Inv.  |           | Mirapeis place du Maréchal-Leclerc                               | 43° 05′ 18″ N, 1° 52′ 26″ E / 43.08825°N,1.873806°E  | PA00093830 | Hôtel de Ville · Vegeu més fotos d'aquest monument · Carregueu una nova foto d'aquest monument                |
| Maison Amouroux Conjunt de cases Les Couverts     | Inv.  |           | Mirapeis 18 place du Maréchal-Leclerc                            | 43° 05′ 19″ N, 1° 52′ 26″ E / 43.08867°N,1.87378°E   | PA00093832 | Maison AmourouxConjunt de cases Les Couverts · Carregueu una nova foto d'aquest monument                      |
| Maison Ancely Conjunt de cases Les Couverts       | Inv.  |           | Mirapeis 17bis place du Maréchal-Leclerc                         | 43° 05′ 19″ N, 1° 52′ 26″ E / 43.088657°N,1.873859°E | PA00093833 | Carregueu una nova foto d'aquest monument                                                                     |
| Maison Andrieu Conjunt de cases Les Couverts      | Inv.  |           | Mirapeis 20 place du Maréchal-Leclerc                            | 43° 05′ 19″ N, 1° 52′ 25″ E / 43.088706°N,1.87365°E  | PA00093834 | Carregueu una nova foto d'aquest monument                                                                     |
| Maison Baillus Conjunt de cases Les Couverts      | Inv.  |           | Mirapeis 35 place du Maréchal-Leclerc                            | 43° 06′ 43″ N, 1° 52′ 19″ E / 43.111814°N,1.872049°E | PA00093835 | Carregueu una nova foto d'aquest monument                                                                     |
| Maison Bauzil Conjunt de cases Les Couverts       | Inv.  |           | Mirapeis 46 place du Maréchal-Leclerc                            | 43° 05′ 18″ N, 1° 52′ 30″ E / 43.088235°N,1.875112°E | PA00093836 | Carregueu una nova foto d'aquest monument                                                                     |
| Maison Bédrède Conjunt de cases Les Couverts      | Inv.  |           | Mirapeis 32 place du Maréchal-Leclerc                            | 43° 05′ 18″ N, 1° 52′ 27″ E / 43.088407°N,1.874252°E | PA00093837 | Carregueu una nova foto d'aquest monument                                                                     |
| Maison Berteil Conjunt de cases Les Couverts      | Inv.  |           | Mirapeis 19 place du Maréchal-Leclerc                            | 43° 05′ 19″ N, 1° 52′ 25″ E / 43.088665°N,1.873728°E | PA00093838 | Carregueu una nova foto d'aquest monument                                                                     |
| Maison Bonnafous Conjunt de cases Les Couverts    | Inv.  |           | Mirapeis 17 place du Maréchal-Leclerc                            | 43° 05′ 19″ N, 1° 52′ 26″ E / 43.088663°N,1.873931°E | PA00093839 | Carregueu una nova foto d'aquest monument                                                                     |
| Maison Brustier Conjunt de cases Les Couverts     | Inv.  |           | Mirapeis 16 place du Maréchal-Leclerc                            | 43° 05′ 19″ N, 1° 52′ 26″ E / 43.088669°N,1.874009°E | PA00093840 | Carregueu una nova foto d'aquest monument                                                                     |
| Maison Carretier Conjunt de cases Les Couverts    | Inv.  |           | Mirapeis 3 place Philippe de Lévis                               | 43° 06′ 43″ N, 1° 52′ 19″ E / 43.111814°N,1.872049°E | PA00093841 | Carregueu una nova foto d'aquest monument                                                                     |
| Maison Castignolles Conjunt de cases Les Couverts | Inv.  |           | Mirapeis 10bis place Philippe de Lévis                           | 43° 06′ 43″ N, 1° 52′ 19″ E / 43.111814°N,1.872049°E | PA00093842 | Carregueu una nova foto d'aquest monument                                                                     |
| Maison Clerc Conjunt de cases Les Couverts        | Inv.  |           | Mirapeis 21 place du Maréchal-Leclerc                            | 43° 05′ 19″ N, 1° 52′ 25″ E / 43.088622°N,1.873572°E | PA00093843 | Carregueu una nova foto d'aquest monument                                                                     |
| Maison Consigné                                   | Inv.  |           | Mirapeis 49 place du Maréchal-Leclerc                            | 43° 05′ 18″ N, 1° 52′ 30″ E / 43.088378°N,1.87508°E  | PA00093844 | Carregueu una nova foto d'aquest monument                                                                     |
| Maison des Consuls                                | Cat.  | Segle XV  | Mirapeis 6 place du Maréchal-Leclerc                             | 43° 05′ 18″ N, 1° 52′ 28″ E / 43.08833°N,1.874499°E  | PA00093831 | Maison des Consuls · Vegeu més fotos d'aquest monument · Carregueu una nova foto d'aquest monument            |
| Maison Cot Conjunt de cases Les Couverts          | Inv.  |           | Mirapeis 9 place Philippe de Lévis                               | 43° 06′ 43″ N, 1° 52′ 19″ E / 43.111814°N,1.872049°E | PA00093845 | Carregueu una nova foto d'aquest monument                                                                     |
| Maison Dantoine Conjunt de cases Les Couverts     | Inv.  |           | Mirapeis 7 place Philippe de Lévis                               | 43° 06′ 43″ N, 1° 52′ 19″ E / 43.111814°N,1.872049°E | PA00093846 | Carregueu una nova foto d'aquest monument                                                                     |
| Maison Darail Conjunt de cases Les Couverts       | Inv.  |           | Mirapeis 11 place du Maréchal-Leclerc                            | 43° 05′ 19″ N, 1° 52′ 27″ E / 43.088603°N,1.874296°E | PA00093847 | Carregueu una nova foto d'aquest monument                                                                     |
| Maison Daraux Conjunt de cases Les Couverts       | Inv.  |           | Mirapeis 6 place Philippe de Lévis                               | 43° 06′ 43″ N, 1° 52′ 19″ E / 43.111814°N,1.872049°E | PA00093848 | Carregueu una nova foto d'aquest monument                                                                     |
| Maison Dauriac Conjunt de cases Les Couverts      | Inv.  |           | Mirapeis 25 place du Maréchal-Leclerc                            | 43° 05′ 18″ N, 1° 52′ 24″ E / 43.088325°N,1.873309°E | PA00093849 | Carregueu una nova foto d'aquest monument                                                                     |
| Maison Dedieu Conjunt de cases Les Couverts       | Inv.  |           | Mirapeis 5 place Philippe de Lévis                               | 43° 06′ 43″ N, 1° 52′ 19″ E / 43.111814°N,1.872049°E | PA00093850 | Carregueu una nova foto d'aquest monument                                                                     |
| Maison Degeilh Conjunt de cases Les Couverts      | Inv.  |           | Mirapeis 1 place Philippe de Lévis                               | 43° 06′ 43″ N, 1° 52′ 19″ E / 43.111814°N,1.872049°E | PA00093851 | Carregueu una nova foto d'aquest monument                                                                     |
| Maison Delcurron Conjunt de cases Les Couverts    | Inv.  |           | Mirapeis 2 place Philippe de Lévis                               | 43° 06′ 43″ N, 1° 52′ 19″ E / 43.111814°N,1.872049°E | PA00093852 | Carregueu una nova foto d'aquest monument                                                                     |
| Maison d'Espéronnat Conjunt de cases Les Couverts | Inv.  |           | Mirapeis 8 place Philippe de Lévis                               | 43° 06′ 43″ N, 1° 52′ 19″ E / 43.111814°N,1.872049°E | PA00093855 | Carregueu una nova foto d'aquest monument                                                                     |
| Maison Deumie Conjunt de cases Les Couverts       | Inv.  |           | Mirapeis 10 place Philippe de Lévis                              | 43° 06′ 43″ N, 1° 52′ 19″ E / 43.111814°N,1.872049°E | PA00093853 | Carregueu una nova foto d'aquest monument                                                                     |
| Maison Dubié Conjunt de cases Les Couverts        | Inv.  |           | Mirapeis 14 place du Maréchal-Leclerc                            | 43° 05′ 19″ N, 1° 52′ 27″ E / 43.08867°N,1.87411°E   | PA00093854 | Carregueu una nova foto d'aquest monument                                                                     |
| Maison Génis Conjunt de cases Les Couverts        | Inv.  |           | Mirapeis 13 place du Maréchal-Leclerc                            | 43° 05′ 19″ N, 1° 52′ 27″ E / 43.088657°N,1.874202°E | PA00093856 | Carregueu una nova foto d'aquest monument                                                                     |
| Maison Jammes Conjunt de cases Les Couverts       | Inv.  |           | Mirapeis 4 place du Maréchal-Leclerc                             | 43° 05′ 19″ N, 1° 52′ 29″ E / 43.088673°N,1.874736°E | PA00093857 | Carregueu una nova foto d'aquest monument                                                                     |
| Maison Labadie Conjunt de cases Les Couverts      | Inv.  |           | Mirapeis 5 place du Maréchal-Leclerc                             | 43° 05′ 19″ N, 1° 52′ 29″ E / 43.088665°N,1.874653°E | PA00093858 | Carregueu una nova foto d'aquest monument                                                                     |
| Maison Labatut Conjunt de cases Les Couverts      | Inv.  |           | Mirapeis 2 place du Maréchal-Leclerc                             | 43° 05′ 19″ N, 1° 52′ 29″ E / 43.088617°N,1.874806°E | PA00093860 | Carregueu una nova foto d'aquest monument                                                                     |
| Maison Laborde Conjunt de cases Les Couverts      | Inv.  |           | Mirapeis 1 place du Maréchal-Leclerc                             | 43° 05′ 19″ N, 1° 52′ 30″ E / 43.088587°N,1.87489°E  | PA00093859 | Maison LabordeConjunt de cases Les Couverts · Carregueu una nova foto d'aquest monument                       |
| Maison Laffitte Conjunt de cases Les Couverts     | Inv.  |           | Mirapeis 42 place du Maréchal-Leclerc                            | 43° 05′ 17″ N, 1° 52′ 30″ E / 43.08805°N,1.875028°E  | PA00093861 | Maison LaffitteConjunt de cases Les Couverts · Carregueu una nova foto d'aquest monument                      |
| Maison Madron Conjunt de cases Les Couverts       | Inv.  |           | Mirapeis 7 place du Maréchal-Leclerc                             | 43° 05′ 19″ N, 1° 52′ 28″ E / 43.088673°N,1.874503°E | PA00093862 | Carregueu una nova foto d'aquest monument                                                                     |
| Maison Mario Conjunt de cases Les Couverts        | Inv.  |           | Mirapeis 8 place du Maréchal-Leclerc                             | 43° 05′ 19″ N, 1° 52′ 28″ E / 43.088681°N,1.874449°E | PA00093863 | Carregueu una nova foto d'aquest monument                                                                     |
| Maison Meric Conjunt de cases Les Couverts        | Inv.  |           | Mirapeis 9 place du Maréchal-Leclerc                             | 43° 05′ 19″ N, 1° 52′ 28″ E / 43.088646°N,1.874395°E | PA00093864 | Carregueu una nova foto d'aquest monument                                                                     |
| Maison Moncla Conjunt de cases Les Couverts       | Inv.  |           | Mirapeis 47 place du Maréchal-Leclerc                            | 43° 05′ 18″ N, 1° 52′ 30″ E / 43.08827°N,1.87512°E   | PA00093865 | Carregueu una nova foto d'aquest monument                                                                     |
| Maison Murat Conjunt de cases Les Couverts        | Inv.  |           | Mirapeis 36 place du Maréchal-Leclerc                            | 43° 06′ 43″ N, 1° 52′ 19″ E / 43.111814°N,1.872049°E | PA00093866 | Carregueu una nova foto d'aquest monument                                                                     |
| Maison Nayrac Conjunt de cases Les Couverts       | Inv.  |           | Mirapeis 37 place du Maréchal-Leclerc                            | 43° 06′ 43″ N, 1° 52′ 19″ E / 43.111814°N,1.872049°E | PA00093867 | Carregueu una nova foto d'aquest monument                                                                     |
| Maison Pauton Conjunt de cases Les Couverts       | Inv.  |           | Mirapeis 38 place du Maréchal-Leclerc                            | 43° 06′ 43″ N, 1° 52′ 19″ E / 43.111814°N,1.872049°E | PA00093868 | Carregueu una nova foto d'aquest monument                                                                     |
| Maison Pelin Conjunt de cases Les Couverts        | Inv.  |           | Mirapeis 39 place du Maréchal-Leclerc                            | 43° 06′ 43″ N, 1° 52′ 19″ E / 43.111814°N,1.872049°E | PA00093869 | Carregueu una nova foto d'aquest monument                                                                     |
| Maison Peyrot Conjunt de cases Les Couverts       | Inv.  |           | Mirapeis 48 place du Maréchal-Leclerc                            | 43° 05′ 18″ N, 1° 52′ 31″ E / 43.088327°N,1.875139°E | PA00093870 | Carregueu una nova foto d'aquest monument                                                                     |
| Maison Pons Conjunt de cases Les Couverts         | Inv.  |           | Mirapeis 45 place du Maréchal-Leclerc                            | 43° 05′ 17″ N, 1° 52′ 30″ E / 43.088187°N,1.87512°E  | PA00093871 | Carregueu una nova foto d'aquest monument                                                                     |
| Maison Porcher Conjunt de cases Les Couverts      | Inv.  |           | Mirapeis 44 place du Maréchal-Leclerc                            | 43° 05′ 17″ N, 1° 52′ 30″ E / 43.088152°N,1.875069°E | PA00093872 | Maison PorcherConjunt de cases Les Couverts · Carregueu una nova foto d'aquest monument                       |
| Maison Ribes Conjunt de cases Les Couverts        | Inv.  |           | Mirapeis 40 place du Maréchal-Leclerc                            | 43° 06′ 43″ N, 1° 52′ 19″ E / 43.111814°N,1.872049°E | PA00093873 | Carregueu una nova foto d'aquest monument                                                                     |
| Maison Rigaud Conjunt de cases Les Couverts       | Inv.  |           | Mirapeis 33 place du Maréchal-Leclerc                            | 43° 06′ 43″ N, 1° 52′ 19″ E / 43.111814°N,1.872049°E | PA00093874 | Carregueu una nova foto d'aquest monument                                                                     |
| Maison Ripoll Conjunt de cases Les Couverts       | Inv.  |           | Mirapeis 34 place du Maréchal-Leclerc                            | 43° 06′ 43″ N, 1° 52′ 19″ E / 43.111814°N,1.872049°E | PA00093875 | Carregueu una nova foto d'aquest monument                                                                     |
| Maison Robert Conjunt de cases Les Couverts       | Inv.  |           | Mirapeis 43 place du Maréchal-Leclerc                            | 43° 05′ 17″ N, 1° 52′ 30″ E / 43.088099°N,1.875074°E | PA00093876 | Maison RobertConjunt de cases Les Couverts · Carregueu una nova foto d'aquest monument                        |
| Maison Salettes Conjunt de cases Les Couverts     | Inv.  |           | Mirapeis 22 place du Maréchal-Leclerc                            | 43° 05′ 19″ N, 1° 52′ 24″ E / 43.088477°N,1.873398°E | PA00093877 | Carregueu una nova foto d'aquest monument                                                                     |
| Maison Senié Conjunt de cases Les Couverts        | Inv.  |           | Mirapeis 23 place du Maréchal-Leclerc                            | 43° 05′ 18″ N, 1° 52′ 24″ E / 43.088432°N,1.873444°E | PA00093878 | Carregueu una nova foto d'aquest monument                                                                     |
| Maison Sibra Conjunt de cases Les Couverts        | Inv.  |           | Mirapeis 4 place Philippe de Lévis                               | 43° 05′ 16″ N, 1° 52′ 30″ E / 43.087705°N,1.875053°E | PA00093879 | Maison SibraConjunt de cases Les Couverts · Carregueu una nova foto d'aquest monument                         |
| Maison Sugur Conjunt de cases Les Couverts        | Inv.  |           | Mirapeis 24 place du Maréchal-Leclerc                            | 43° 05′ 18″ N, 1° 52′ 24″ E / 43.088366°N,1.873377°E | PA00093880 | Carregueu una nova foto d'aquest monument                                                                     |
| Maison Vergnes Conjunt de cases Les Couverts      | Inv.  |           | Mirapeis 12 place du Maréchal-Leclerc                            | 43° 05′ 19″ N, 1° 52′ 27″ E / 43.088591°N,1.874245°E | PA00093881 | Carregueu una nova foto d'aquest monument                                                                     |
| Palau episcopal, antic bisbat                     | Cat.  | Segle XVI | Mirapeis rue du Maréchal-Clauzel                                 | 43° 05′ 16″ N, 1° 52′ 26″ E / 43.087833°N,1.873806°E | PA00093828 | Palau episcopal, antic bisbat · Vegeu més fotos d'aquest monument · Carregueu una nova foto d'aquest monument |
| Porte d'Avail                                     | Cat.  | 1372      | Mirapeis rue Monseigneur-de-Cambon cours du Maréchal-de-Mirepoix | 43° 05′ 19″ N, 1° 52′ 20″ E / 43.088556°N,1.872222°E | PA00093883 | Porte d'Avail · Vegeu més fotos d'aquest monument · Carregueu una nova foto d'aquest monument                 |